# Lambeth Bridge
Lambeth Bridge je most pro silniční a pěší dopravu přes řeku Temži v Londýně mezi Westminster Bridge a Vauxhall Bridge.
Konstrukce současného mostu je tvořena pěti kovovými oblouky a je dílem architektů Reginalda Blomfielda a George Tophama Forresta a inženýra George Humphreyse. Most byl otevřen 19. července 1932 králem Jiřím V. Je vybaven čtyřmi jízdními pruhy vedoucími z kruhového objezdu poblíž severního konce do dalšího kruhového objezdu na jižním nábřeží.

## Historie
Původní konstrukcí byl visutý most dlouhý 252,4 m, navržený Peterem W. Barlowem. Byl otevřen roku 1862 a za jeho průjezd bylo vybíráno až do roku 1879 mýtné. Pochybnosti o jeho nosnosti však brzy po jeho otevření vedly k omezení maximální povolené hmotnosti povozů na 3 tuny. Postupné omezování provozu vozidel vedlo v roce 1910 až k zákazu vjezdu na most. Až do svého stržení v roce 1929 tak sloužil pouze pro pěší.

## Okolí
Na východní straně mostu v Lambethu se nachází Lambethský palác, Albert Embankment, St. Thomas' Hospital a International Maritime Organization. Na západní straně ve Westminsteru se nachází Thames House (centrála MI5), Horseferry House (ústředí Národního zkušebního ústavu), Clelland House, Abel House (centrum Královské vězeňské služby), Millbank Tower a Tate Britain. Westminsterský palác se nachází severně od mostu.